# Anastasie (allégorie)
Pour les articles homonymes, voir Anastasie.
Anastasie, ou Madame Anastasie ou parfois Anastasie Censure, est une allégorie caricaturale de la censure en France au XIXe siècle et au début du XXe siècle.
Sa représentation la plus célèbre est un dessin d'André Gill datant de 1874, mais le personnage existe auparavant, le nom d'Anastasie en tant qu'incarnation de la censure étant attesté dès 1850. Ce prénom pourrait faire étymologiquement référence à la résurrection cyclique de la censure au XIXe siècle ou alors au personnage d'Anastasie Pipelet, concierge malfaisante dans Les Mystères de Paris d'Eugène Sue.
Au début de la Troisième République, la censure est définitivement nommée Anastasie. Elle est représentée par les caricaturistes en domestique, en vieille sorcière ou en concierge, avant de devenir au début du XXe siècle une gouvernante puritaine, quand la censure ne concerne plus que les spectacles. Ses représentations refleurissent pendant la Première Guerre mondiale, à cause du rétablissement de la censure des journaux. Elle est alors une vieille femme, sèche, ignorante et laide, qui s'oppose à la beauté et à la jeunesse de la Liberté. Elle a de nombreux attributs, les principaux étant les ciseaux. Après la Première Guerre mondiale, la figure d'Anastasie s'efface progressivement.

## Origines
La représentation la plus connue d'Anastasie est un dessin d'André Gill publié à la une de L'Éclipse le 19 juillet 1874, intitulé Madame Anastasie,,,. Il représente une femme âgée, aux ongles crochus, probablement domestique ou concierge, qui porte sur l'épaule une chouette et tient sous le bras de gigantesques ciseaux. Elle est penchée en avant, probablement pour mieux entendre ceux qu'elle espionne. André Gill est souvent crédité, à travers ce dessin, de l'invention de ce personnage,. Toutefois, si l'ajout de la chouette, oiseau de nuit qui incarne la nyctalopie et qui fait référence à l'expression populaire « une vieille chouette », est bien une idée d'André Gill, Christian Delporte, suivi par Olivier Forcade, montre que l'incarnation de la censure dans un personnage féminin nommé Anastasie est antérieure à ce dessin,,.

### Préfigurations
| - Le déménagement de Dame Censure, Delacroix, 1822,. - Les Écrevisses à Longchamp, Delacroix, 1822. |

Sous la Restauration, l'abolition provisoire de la censure et la fermeture en février 1822 du bureau chargé de l'appliquer donnent lieu à la création d'une allégorie féminine, présentée comme la « très-haute et très-puissante Dame des Ciseaux » dans le journal La Foudre (1821-1823) et comme « Dame Censure » dans la gravure de Delacroix ci-contre, où les censeurs, chassés de leurs bureaux, partent dans une charrette, entourés d'une nuée de ciseaux volants. Dans Dame Censure, ou la Corruptrice, un petit vaudeville de Népomucène Lemercier composé en 1812 et donné en 1822 au théâtre de l'Odéon, la Censure est déjà un personnage féminin mais n'a pas encore « tous les traits qu’on lui connaît par la suite ». Conformément aux conventions de l'époque l' allégorie y est explicitée au spectateur par les détails de son costume, que détaillent les Parques, ses collaboratrices : une « guirlande d’éteignoirs », une « ceinture de mouchettes » et une « garniture en ruches toutes de ciseaux »,
| - Résurrection de la Censure, Grandville, 1832. - Les Trois Parques, Férogio, 1834 - Censeurs, Grandville, 1835. |

Sous la monarchie de Juillet, ce sont surtout les censeurs eux-mêmes qui sont caricaturés, comme le ministre de l'intérieur Antoine Argout, représenté par Grandville dans une lithographie titrée Résurrection de la censure, ainsi décrite dans le journal La Caricature du 5 janvier 1832 : « Et le carton ministériel s'étant ouvert, il en surgit une gigantesque paire de ciseaux, à laquelle était attaché un gigantesque nez, après lequel pendait la personne de M. d'Argout » ; ou le procureur général Jean-Charles Persil, que dans le même journal, en 1834, François-Fortuné Férogio représente comme une des trois Parques, armée de ciseaux et entourée de Louis-Philippe et d'Argout, découpant des journaux dans une sorte de cave appelée Bureau central de l'arbitraire.
|  |

Christian Delporte relève qu'Anastasie signifie en grec résurrection, qu'on croit la censure toujours enterrée mais que toujours elle ressuscite et que la caricature de Grandville en 1832 est « précisément » intitulée « Résurrection de la censure »,. Toutefois, Grandville attribue à ce prénom une autre fonction. Dans Un autre monde, il met en scène un antagonisme entre la plume de l'auteur, Anastasie Souplebec, et le crayon de l'illustrateur, Bonaventure Point-aigüe. Dans la version préparatoire, la plume est un chiffonnier à tête vide, avec dans sa hotte des idées rebattues, qui s'accroche au carton à dessins du crayon, alors que dans la version définitive, elle se contente de lui souhaiter ironiquement bonne chance.
| - Ce bon M. Tartuffe introduisant de nouveau Dame Censure dans le monde politique, Vernier, 1850 - Charivari menacé par le timbre et la censure, Vernier, 1850. |

Deux caricatures de Charles Vernier publiées dans Le Charivari en 1850 montrent le parallélisme de la situation de la presse et de celle du théâtre en personnifiant la Censure tantôt comme une vieille actrice « laide et sèche, armée de ciseaux » et tantôt comme « une vieille femme acariâtre, au visage disgracieux souligné par une paire de lunettes, vêtue d’une longue robe noire austère, brandissant une énorme paire de ciseaux, et assistant Louis-Napoléon Bonaparte dans son œuvre liberticide ».
| - La Censure reprenant son ancienne besogne, Cham, 1850. - Madame la Loi, Cham, 1850. |

Deux autres caricatures, publiées la même année dans le même journal par Cham, représentent aussi la censure comme une vieille femme. Dans La Censure reprenant son anciene besogne, elle « taille et rogne » pour la quatrième ou la cinquième fois un auteur dramatique, « ce polisson de Beaumarchais », tandis que les manuscrits de Molière et de Racine gisent au sol. Dans Madame la Loi, elle taille la plume d'un journaliste de manière à la rendre inutilisable, dans un décor antique qui évoque, selon Christian Delporte, le sens ancien du prénom Anastasie.
Au total ces caricatures illustrent une situation d'intermédialité entre le théâtre de boulevard et la caricature en matière d'expression de la critique sociale, particulièrement illustrée par la figure de Robert Macaire, qui procède elle-même d'une similarité de statut de la caricature de presse et du théâtre populaire à compter de la Monarchie de Juillet : la suppression de la censure préalable par les lois de Villèle en mars 1822, entérinée par la Charte de 1830, est limitée aux seuls textes imprimés, censés s'adresser à « l'intelligence », alors que la représentation d'une pièce ou l'exposition d'un dessin est réputée être « plus que la manifestation d'une opinion » : « un fait, une mise en action ». Robert Goldstein explique cette situation par le fait que la littératie n'est pas nécessaire à leur consommation et que cette dernière peut être collective et par là-même dangereuse pour l'ordre public, par opposition à la consommation de l'écrit dans un cadre domestique, par des classes moyennes jugées plus « sûres ».

### Conjectures sur le prénom
| - Vignette de portière, Henry Monnier, 1841. - Madame Pipelet, Daumier, c. 1849. |

Selon Robert Goldstein, les raisons de cette dénomination semblent n'avoir jamais été expliquées. Christian Delporte évoque une autre possible origine, Anastasie Pipelet, concierge avec son mari Alfred dans Les Mystères de Paris d'Eugène Sue, qui  d'abord parus en feuilleton dans le Journal des débats en 1842-1843, dépeint Anastasie Pipelet, concierge avec son mari Alfred Pipelet, qui « se distingue par sa curiosité malsaine. Elle guette, elle épie, elle terrorise ses locataires d’un simple regard, toujours prête à la délation ». Le personnage d'Anastasie Pipelet, plus connu sous son nom d'épouse que sous son prénom, n'en est pas moins plus ridicule qu'effrayant. Sue s'appuie d'ailleurs sur le stéréotype visuel de la portière créé par Henry Monnier pour la décrire, dont le seul souvenir suffit, dit-il, à évoquer « la plus laide, la plus ridée, la plus bourgeonnée, la plus sordide, la plus dépenaillée, la plus hargneuse, la plus venimeuse des portières immortalisées par cet éminent artiste ».
|  |

La concierge, dont le rôle et le pouvoir se développent au XIXe siècle avec la pratique des immeubles de rapport, exerce des fonctions de surveillance et de filtrage qui confèrent à personne l'image d'un cerbère et à sa loge, une fonction de « vrai tribunal où l'on juge un quartier ». Cette surveillance s'exerce dans la sphère privée, y compris pour le courrier qui passe entre ses mains indiscrètes, ce qui donne matière, selon Jean-Louis Deaucourt, aussi bien à des soupçons de délation qu'au développement d'une figure mythologique d'entremetteuse. Caroline Srobbe souligne toutefois que la concierge est plus haïe que crainte et que sa fonction est considérée comme étant de servitude plutôt que de domination.
|  |

Le choix de ce prénom pourrait être une référence à la culture classique alors omniprésente, qu'il s'agisse du terme grec pour désigner la résurrection ou du prénom d'un personnage de l'Antiquité.
- Certaines sources y voient une référence à Sainte Anastasie[38],[39], martyre chrétienne sous Néron, qui serait avec Sainte Catherine la patronne des couturières[40], aurait pour attribut des ciseaux et serait par conséquent devenue la patronne des censeurs[41].
- D'autres auteurs supposent, parfois sur le mode humoristique[42], qu'il s'agit d'une autre sainte, Anastasie de Sirmium, à l'existence tout aussi peu attestée, dont la légende affirme qu'elle aurait été décapitée après qu'on lui ait coupé les seins, ce qui lui aurait valu d'être la patronne des censeurs[43].
- Selon une autre version, « un peu contestable » mais « originale et inattendue »[44], ce prénom fait référence à Anastase, patriarche d'Antioche au VIe siècle, qui fit preuve d'inflexibilité dogmatique dans sa lutte contre les monophysistes.
- D'autres encore voient dans ce prénom une référence au pape Anastase Ier, réputé avoir le premier recouru à la censure religieuse à l'encontre des œuvres d'Origène[45],[46].

| - Mœurs conjugales, Daumier, 1842. - les Bas-Bleus, Daumier, 1844. |

En dépit de ces diverses conjectures historiques, largement postérieures au développement de l'emploi du prénom Anastasie pour désigner la censure, les sources contemporaines de ce développement soulignent plutôt deux autres aspects, la dimension comique et misogyne d'un prénom qui évoque « nécessairement » une couturière et le fait que son emploi métaphorique a d'abord été réservé à la censure théâtrale. Pour Pierre Larousse, dans le second supplément de son Grand Dictionnaire universel du XIXe siècle, il va de soi qu'Anastasie est un « nom de couturière »,. Selon plusieurs sources, cette apparente évidence renvoie à l'usage fréquent sous le Second Empire du prénom dans des chansonnettes de vaudeville, dont l'une en particulier évoque une couturière qui chante avec succès :

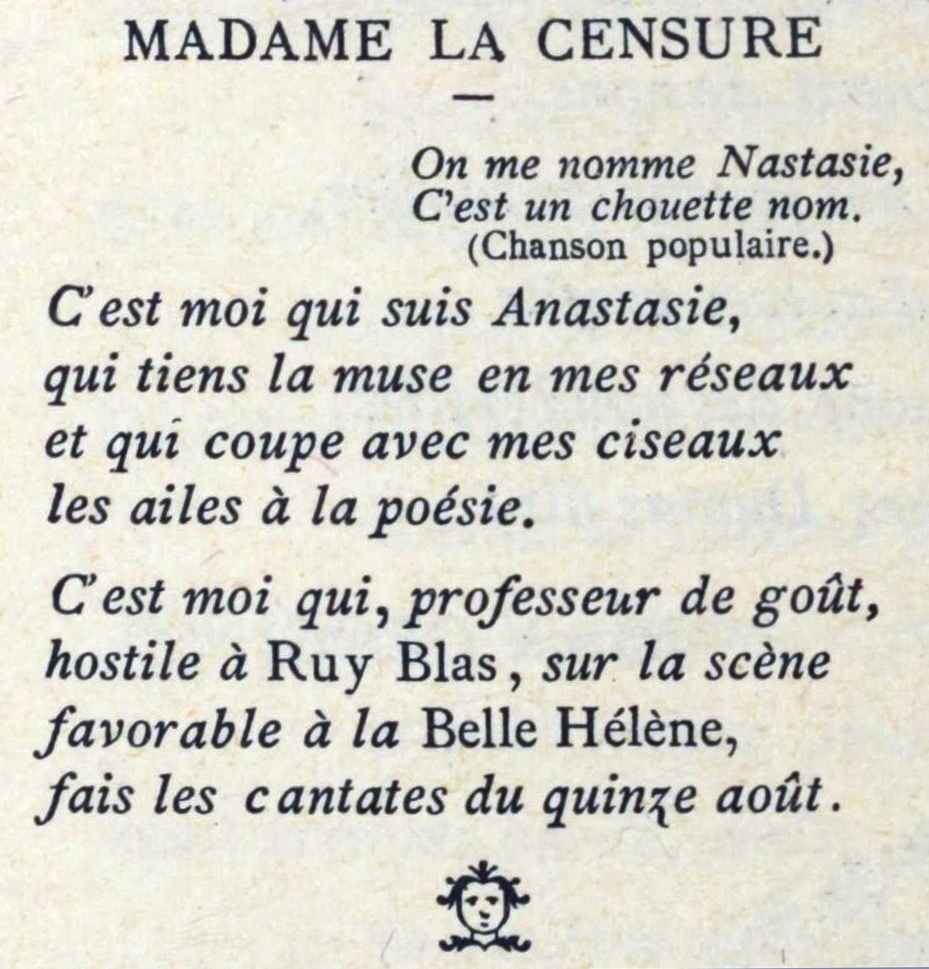
« Madame la Censure », La Nouvelle Néméis (1868).

Issu du répertoire du café-concert, ce « nom de couturière » a été, selon Odile Krakovitch, pour la première fois utilisé pour désigner la censure au théâtre durant les années 1860. Une brève de L'Éclipse en 1868 et un article du Gaulois en 1889 confère à Albert Wolff la paternité de ce « spirituel surnom » de la censure théâtrale,. Après la parution en mars 1868, dans le quotidien pro-gouvernemental Le Pays, d'un article blâmant la torpeur du public hébété par les fééries et les opérettes, telle La Belle Hélène, qui serait désormais incapable de s'émouvoir pour Ruy Blas, Wolff répond dans le journal d'opposition Le Figaro que le théâtre d'Hugo est censuré et que reprocher au public l'effet de la censure a aussi peu de sens qu'aurait le comportement d'un homme qui giflerait le premier venu au motif que sa propre épouse, Anastasie, lui aurait fait une scène le matin même, ajoutant que, dans cette métaphore, « Anastasie au théâtre c'est la censure ». Une semaine plus tard, un nouvel article du Figaro reprend la métaphore en précisant en note au lecteur que « Anastasie c'est la censure » et en affirmant que cet emploi du prénom est « désormais impérissable ». Nonobstant, trois mois plus tard, la référence à Anastasie est reprise dans un épigramme publié anonymement par une petite revue littéraire, La Nouvelle Némésis. Si les références à Ruy Blas et à La Belle Hélène sont toujours présentes, celle à l'épouse d'un passant colérique a disparu, remplacée par l'évocation de Nastasie, la couturière du café-concert (voir ci-contre). Une dizaine d'années plus tard, ce contexte oublié, l'explication du choix d'Anastasie s'en trouve simplifiée : « uniquement parce que ce prénom a cours dans les vaudevilles et qu'on est accoutumé à en rire ».

## Anastasie sous la Troisième République

### De la censure à la liberté de la presse
| - « Liberté (Françoise Désirée) fille du peuple », Decamps, 1831. - « La Liberté de la presse », Le Petit 1872. - Lefranc par Gill, 1872. |

Les débuts de la Troisième République sont, malgré les engagements initiaux d'établir la liberté de la presse, marqués par une surveillance de celle-ci dans des conditions encore très proches ce celles du Second Empire, marquées notamment par le rétablissement du cautionnement des journaux, mais appliquées toutefois avec une « extrême incohérence où se trahissent les incertitudes du régime ». Les caricaturistes, soumis à la double autorisation préalable de leur sujet et de l'administration, doivent, pour échapper à la censure, recourir à ce que le journaliste Bienvenu appelle d'audacieuses « roueries » et « d'infernales combinaisons »,. Ainsi en mars 1872 dans le journal Le Grelot, une caricature d'Alfred Le Petit offre une représentation allégorique de la liberté de presse en enfant, renvoyant à une caricature de Decamps en 1831 et moquant le ministre de l'intérieur, Victor Lefranc, par le truchement d'une vieille femme armée de ciseaux, prénommée Victorine et borgne comme lui, une allusion « nécessairement discrète, mais parfaitement transparente » pour le public de l'époque, habitué « à saisir au vol l'intention dissimulée dans l'arrangement d'un croquis »,.
| Page de titre verticale montrant en noir et blanc un homme tenant une plume, titrant un boulet attaché à sa cheville par une chaîne. Sur le boulet, une vieille femme est assise. |

En juillet 1873, une charge d'André Gill représentant le député Choiseul en marchand d'oublis, portant Adolphe Thiers dans sa hotte, n'est acceptée par la censure qu'à la condition du retrait de ce dernier. L'Éclipse publie néanmoins cette version tronquée au point de devenir énigmatique, accompagnée d'un commentaire de Bienvenu qui désigne la censure sous le nom d'Anastasie Fulbert, vraisemblablement par référence au chanoine responsable de la castration d'Abélard. Un an plus tard, en juillet 1874, le même journaliste donne à Anastasie, dans le journal satirique Le Trombinoscope, une autre parentèle : « Elle est fille naturelle de Séraphine Inquisition et compte de nos jours dans sa nombreuse famille quelques autres personnages également connus : Ernest Communiqué […], Zoé Bonvouloir, vicomte Butor de Saint-Arbitraire et Agathe Estampille, ses cousines, tante et beau-frère. »
| - Grandville, 1834. - Grandville, 1834. - Moloch, 1870. - Gill, 1877. |

En juillet 1873, Le Petit se représente lui-même, traînant la censure comme un boulet sur lequel est assise une vieille femme qui n'est plus, comme dans sa caricature de 1872, la caricature d'un censeur mais une allégorie de la censure elle-même, reconnaissable à ses ciseaux, en mégère, reconnaissable à ses ciseaux. En 1874, André Gill reprend et développe la même idée en nommant l'allégorie. Elle est dotée d'un oiseau perché sur son épaule qui est, comme le note Bertrand Tillier, « soit un hibou choisi pour son regard perçant, soit une chouette renvoyant à Adolphe Thiers ». Cette association de Thiers, lui-même lié aux lois sur la presse, à un oiseau de proie, inventée dès 1834 par Grandville qui le fait chevaucher une chouette avant de le transformer en tiercelet, est devenue ensuite un stéréotype de l'humour politique, fréquemment repris dans la caricature.
| - Une émule de Don Quichotte, Gilbert-Martin, 1875. - Le Rire, 14 décembre 1901,. |

Dans un dessin de Charles Gilbert-Martin paru dans le journal Le Don Quichotte en 1875, elle est une « une émule de Don Quichotte », attaquant un moulin, qui symbolise la vérité et la beauté. Après la loi du 29 juillet 1881 sur la liberté de la presse qui supprime la censure préalable, en particulier de la caricature,, le théâtre continue à être parfois interdit, ainsi que la pornographie. Anastasie devient alors une gouvernante puritaine, une militante d'une ligue de vertu comme dans le dessin d'Auguste Roubille publié à la une du journal Le Rire le 14 décembre 1901, dans un numéro consacré à la critique de la censure du théâtre. Dans un dessin d'Alfred Le Petit datant de 1877 et repris dans ce même numéro du Rire de 1901, l'horrible Anastasie fait face à la liberté qui règne en Angleterre, représentée par le journal Punch,.
L'image d'Anastasie devient tellement familière que ses caractéristiques physiques — une vieille femme aux petits yeux derrière de grandes lunettes, munie de ciseaux — sont reprises par les caricaturistes antirépublicains, qui les appliquent à l'incarnation de la République, Marianne. C'est un curieux renversement, alors que les dessinateurs qui ont lutté contre la censure à l'aide de la figure d'Anastasie appartiennent au camp républicain.

### Ciseaux et autres objets
Les caricaturistes utilisent aussi le procédé de l'instrumentalisation. La censure est symbolisée par un objet, qui accompagne ou non Anastasie : les ciseaux, l'éteignoir, mais également le sabre, les tenailles, la scie, le couteau, le boulet, la feuille de vigne, le clystère, l'encrier renversé, le crayon rompu ou la presse qui broie. Le crayon peut lutter contre les ciseaux, comme dans le dessin d'Alfred Le Petit dans Le Grelot du 28 décembre 1873, qui montre à l'arrière-plan ce que risque de devenir le crayon : ligoté et bâillonné. Les ciseaux d'Anastasie sont l'emblème de la rupture dans la chaîne de communication et de la volonté de faire taire, mais ils peuvent également tuer, comme dans le dessin d'André d'Hampol publié dans Les Hommes du jour le 18 mars 1916. La presse aussi peut être meurtrière, à la manière de  Charles Gilbert-Martin qui, dans le Le Don Quichotte du 8 mai 1875, représente une presse qui écrase les hommes.

La censure représentée par des objets
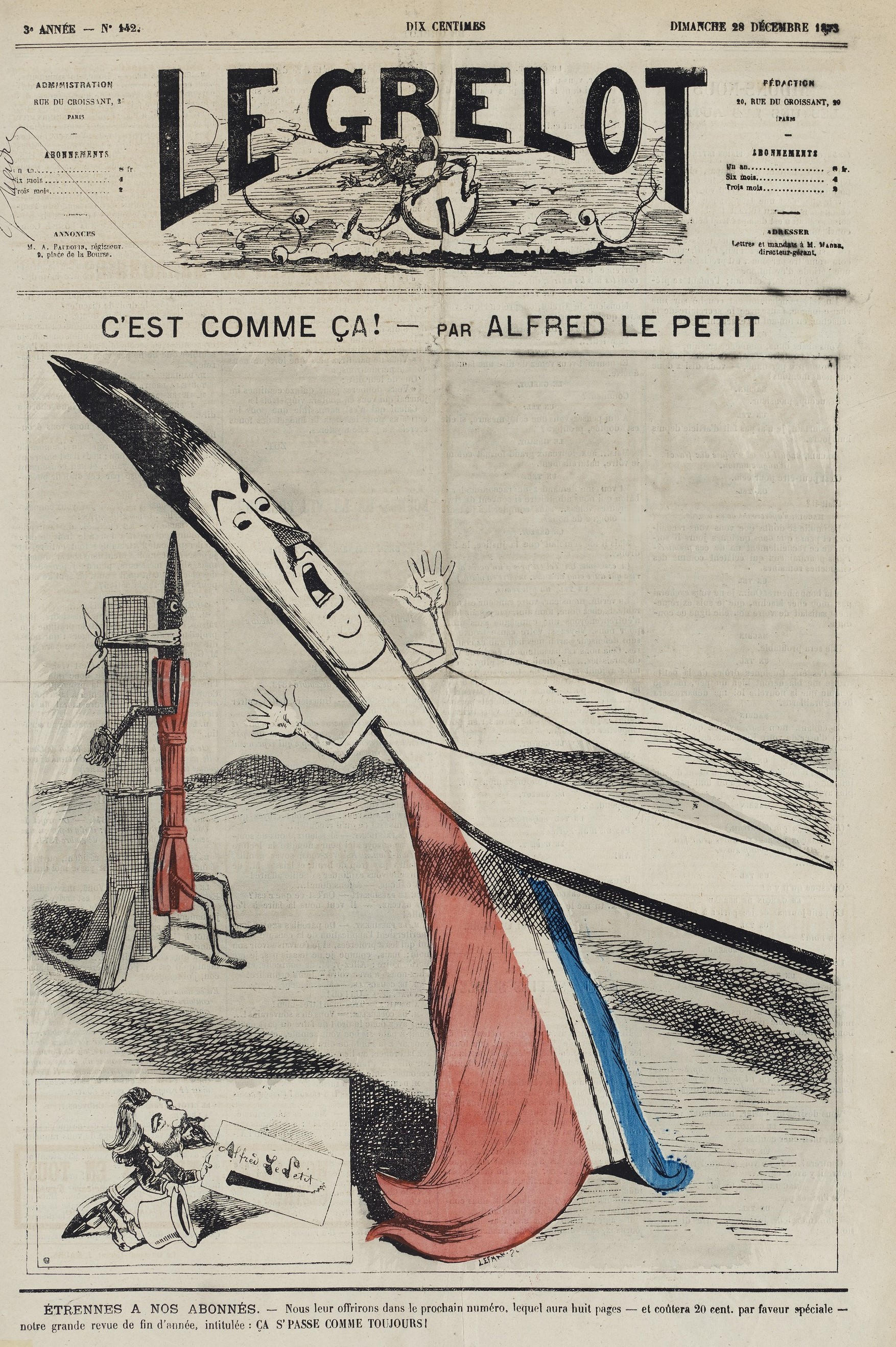
C'est comme ça !, Alfred Le Petit, Le Grelot, 28 décembre 1873[79],[80].
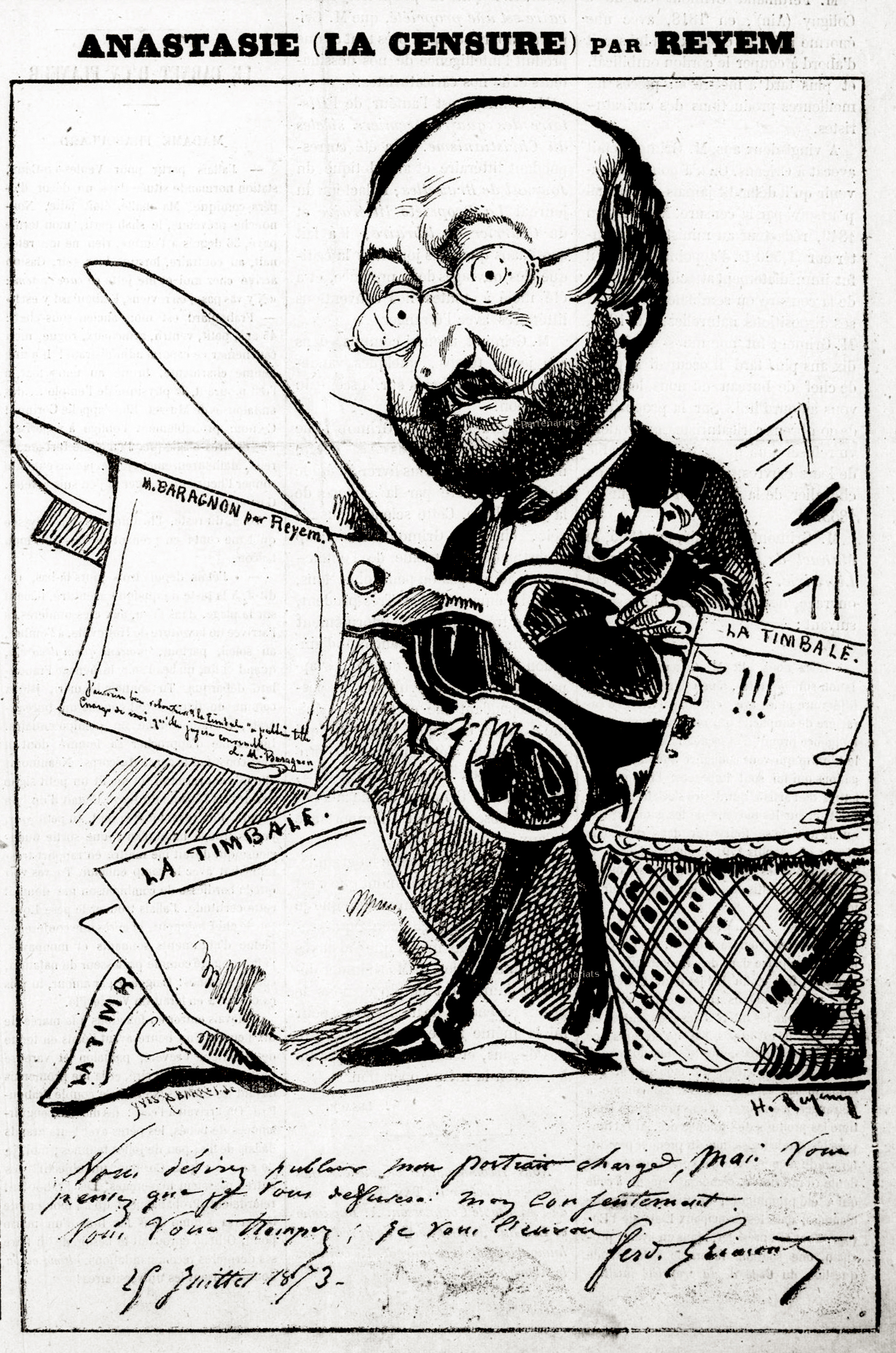
Anastasie (la censure), Reyem, La Timbale, 2 août 1873.
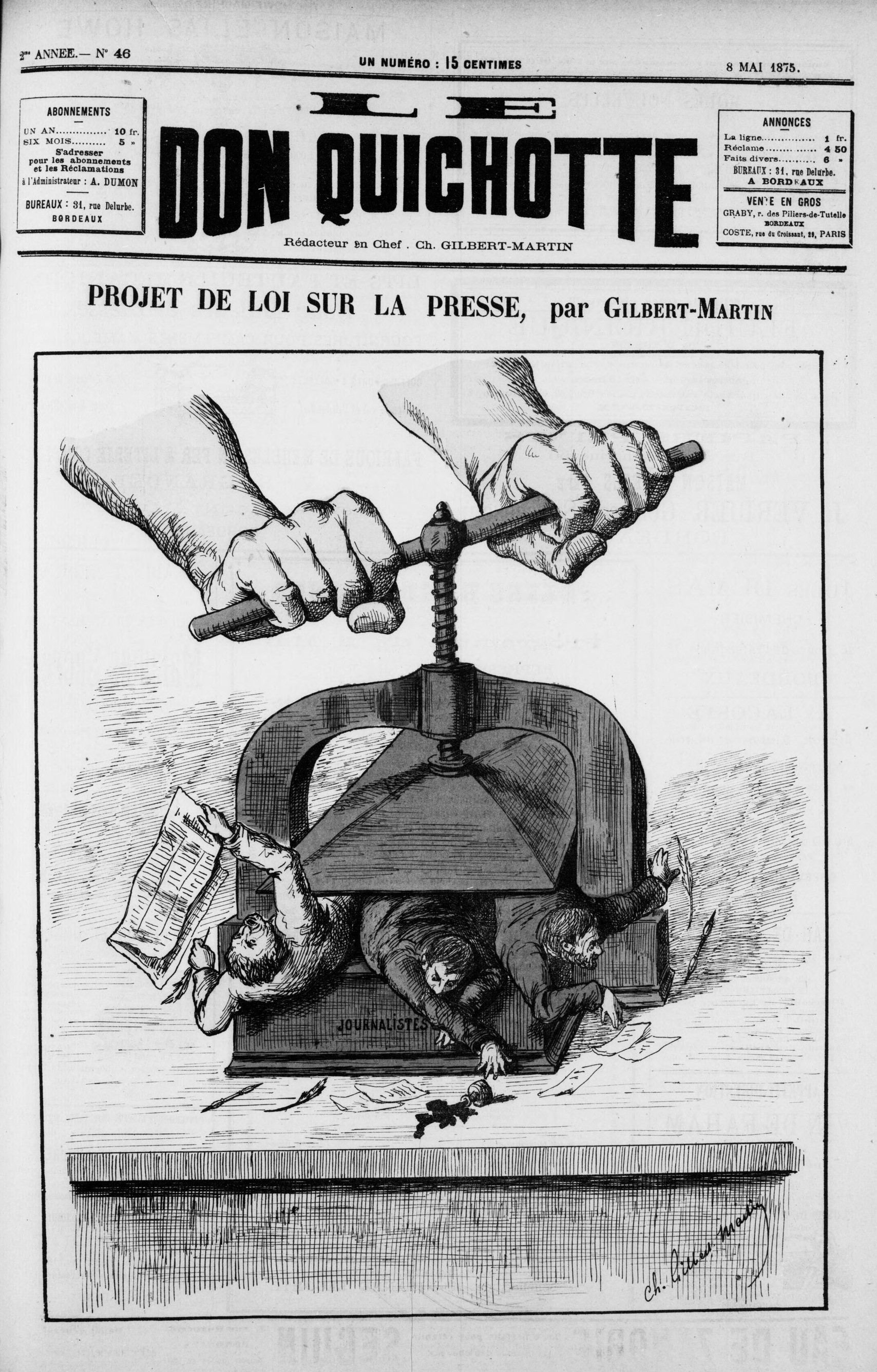
Projet de loi sur la presse, Charles Gilbert-Martin, Le Don Quichotte, 8 mai 1875[79].
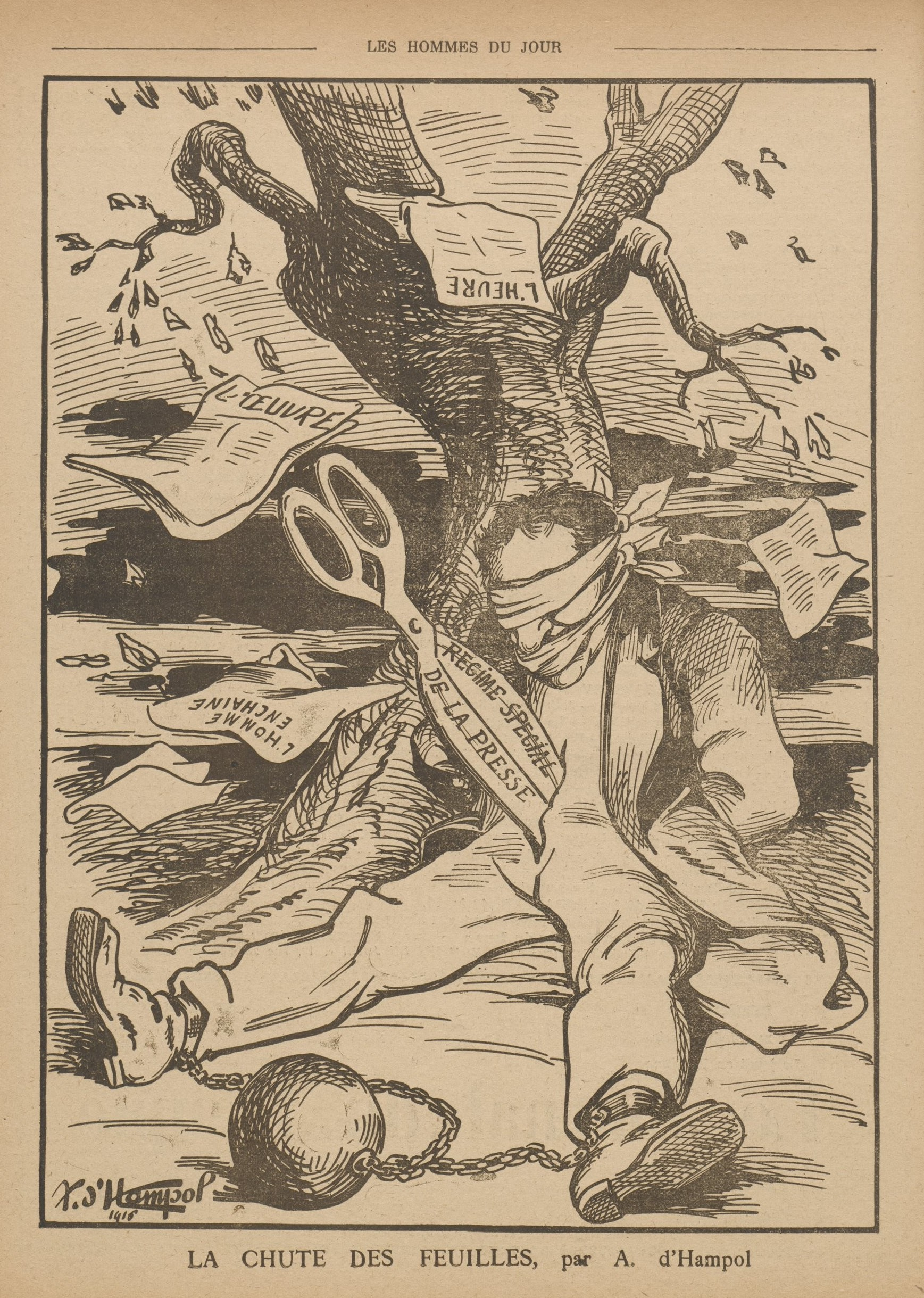
La Chute des feuilles, André d'Hampol, Les Hommes du jour, 18 mars 1916[82].

Cette utilisation d'objets symboliques est plus facilement reprise d'une époque à l'autre, parce que moins précisément inscrite dans un contexte spécifique.

### Pendant la Grande Guerre
Avec le rétablissement de la censure dès le début de la Première Guerre mondiale, en août 1914,, les représentations d'Anastasie redeviennent fréquentes,. Elle est expressément nommée et les caricatures soulignent plus sa bêtise, en la figurant munie d'une mâchoire d'âne, que son autoritarisme. Elle est sèche et austère et porte parfois un calot pour rappeler le caractère militaire de la censure, comme dans la caricature d'Henri-Paul Deyvaux-Gassier publiée le 10 février 1917 dans Les Hommes du jour. Le dessinateur se représente souvent, désarmé, face à elle, qui symbolise l'obscurantisme, accompagnée de sa chouette qui renforce la référence à la nuit. L'antithèse d'Anastasie, vieille femme aux lourds vêtements, presbyte et laide, est l'allégorie de la Liberté, jeune femme peu vêtue, lumière éclairant l'humanité et voyant clair et loin. Auguste Roubille, dans Le Rire rouge, du 22 avril 1916, montre une Anastasie transformée en chouette : le châle de la femme forme les ailes de l'oiseau et les ciseaux son bec menaçant.

Anastasie pendant la Grande Guerre
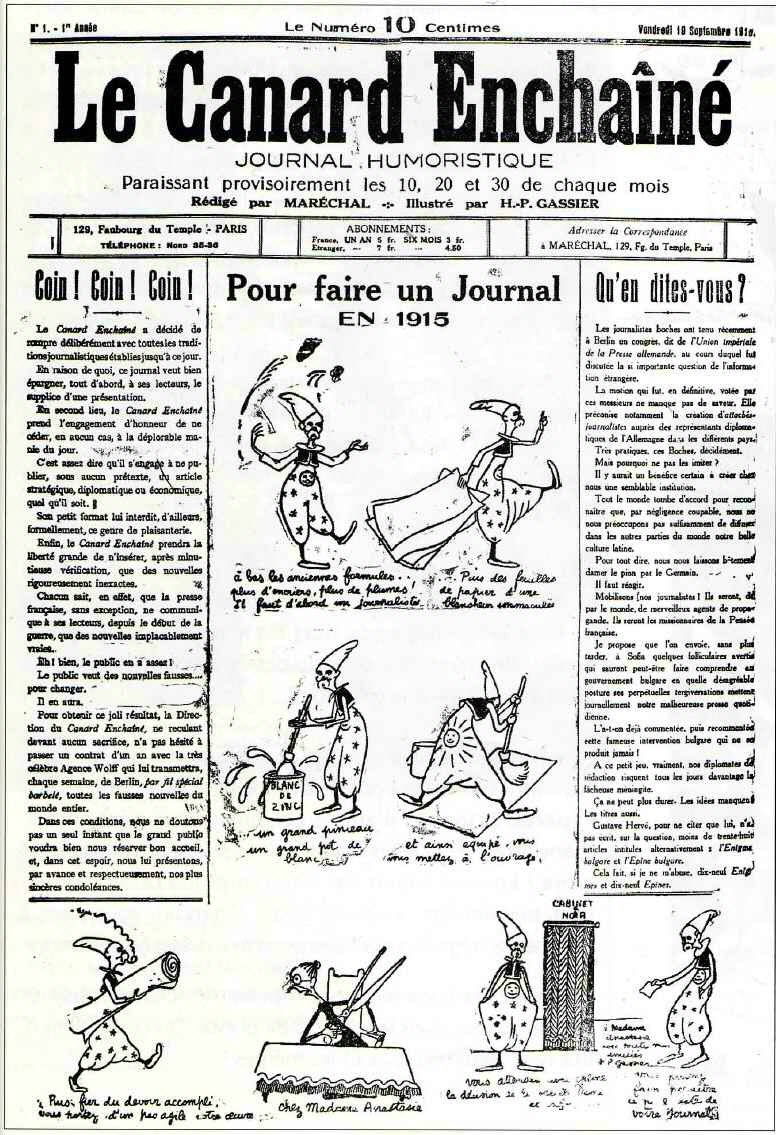
Madame Anastasie dans le premier numéro du Canard enchaîné, 10 septembre 1915[a].
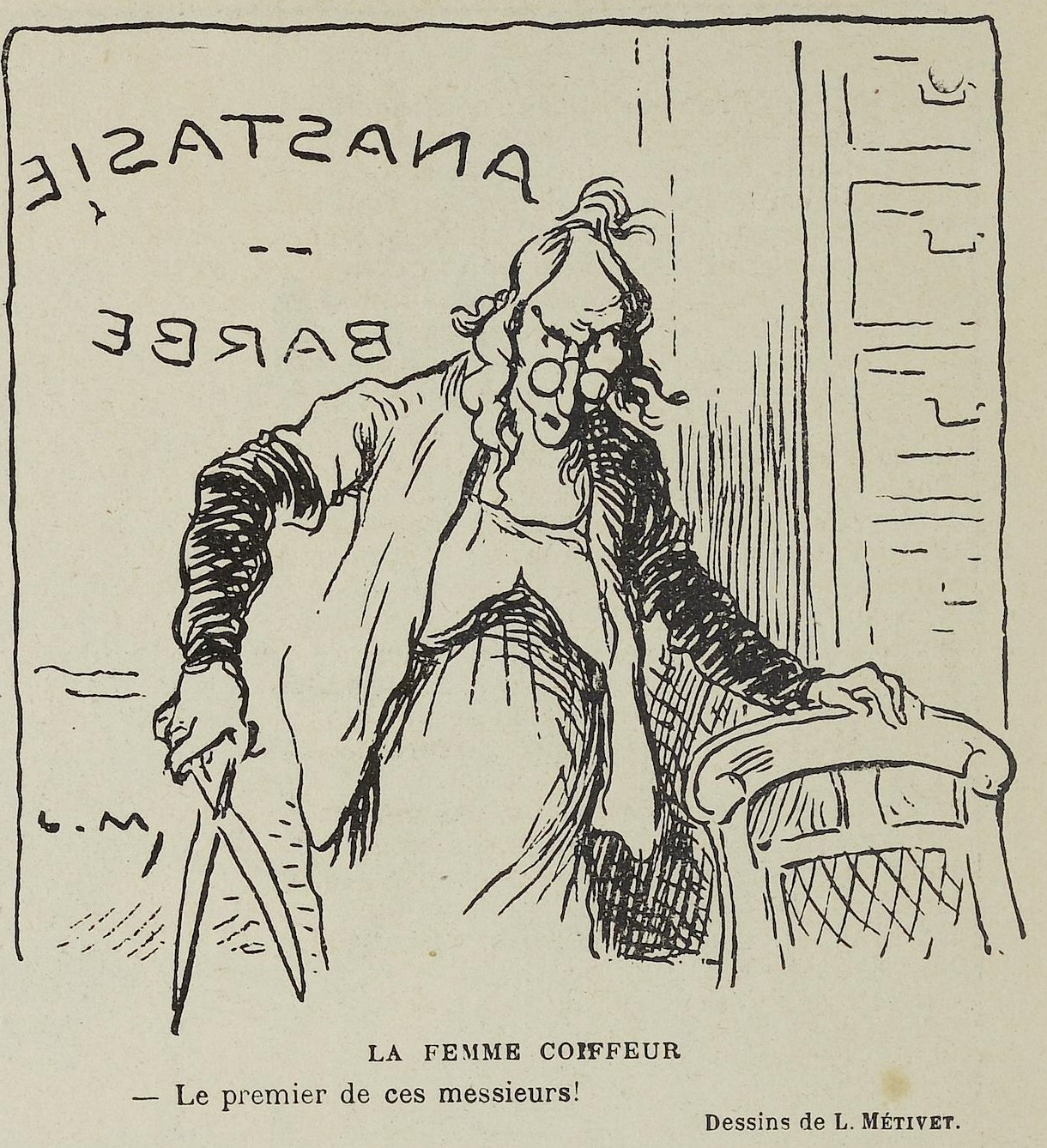
La femme coiffeur, Lucien Métivet, Le Rire rouge, 5 février 1916.
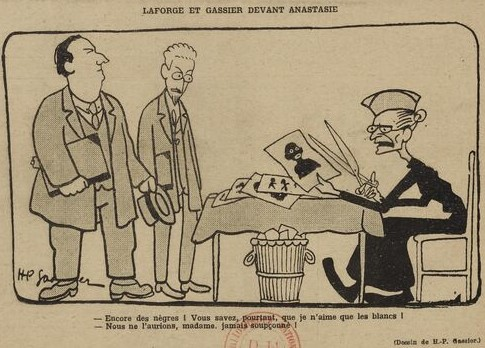
Laforgue et Gassier devant Anastasie, Henri-Paul Deyvaux-Gassier, Les Hommes du jour, 10 février 1917

Anastasie peut être assimilée à des responsables politiques, comme Jules Gautier, qui dirige la censure de janvier à mai 1916 et dont les décisions suscitent l'indignation. Hampol, dans Le Canard enchaîné du 1er mars 1916, reprend le dessin de Gill dans L'Éclipse en 1874, l'intitulant « Madame Anastasie-Jules Gautier » et en lui donnant le visage de ce dernier.
Anastasie est aussi évoquée dans des textes, comme le journaliste et soldat Léon Hudelle dans Le Midi socialiste le 24 janvier 1915 : « Sur cette époque très dure, je reviendrai peut-être si les Boches me prêtent vie et si Dame Anastasie me permet quelques précisions sur les événements ». Les soldats aussi désignent ainsi la censure de leurs lettres, lues par les autorités : « Madame censure est là, la grande Anastasie, l'œil au guet, prête à faire marcher ses longs ciseaux ».

## Effacement d'Anastasie

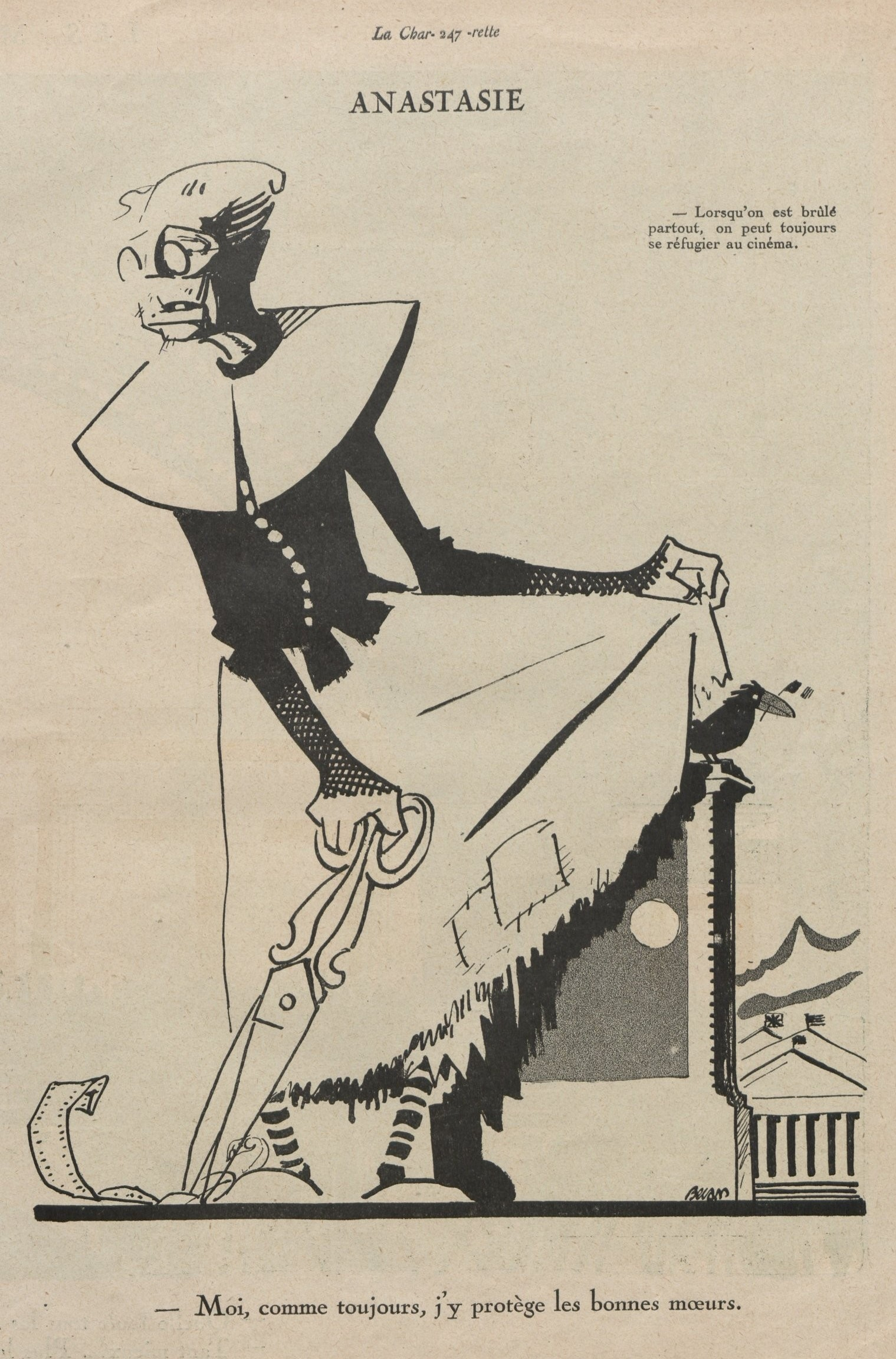
Anastasie, Bécan, La Charrette charrie, 1er janvier 1923.

Après la Grande Guerre, la figure d'Anastasie disparaît progressivement, en même temps que la censure de la presse. Incarnant l'ordre moral, elle est parfois reprise quand il s'agit de dénoncer la censure cinématographique, comme dans la caricature que Bécan intitule « Anastasie », dans La Charrette charrie, le 1er janvier 1923.
Le régime de Vichy ne la voit pas renaître, parce que les personnages allégoriques, à part les emblèmes nationaux, sont devenus désuets.
La figuration même d'objets comme les ciseaux recule en même temps que la domination de la presse écrite tandis que se développent des références à l'audiovisuel. En 1968, un dessin représente un journaliste parlant au micro les yeux bandés. Un célèbre dessin de Jean Effel, « Indépendance et autonomie de l'ORTF », montre Marianne bâillonnée par un rectangle blanc.
En 1981, Cabu, pour évoquer les « chasses aux sorcières » à la télévision, crayonne dans Le Journaliste des sorcières qui rappellent la vieille Anastasie, expression d'un fond culturel partagé plus que référence précise. Dans les affaires liées à la liberté de la presse comme celle des caricatures de Mahomet à partir de 2005, on ne voit pas resurgir la figure d'Anastasie.